# Alain Nadaud
Pour les articles homonymes, voir Nadaud.
Œuvres principales
- La tache aveugle (1990)
- Archéologie du zéro (1984)
- L'Envers du temps (1985)
- Voyage au pays des bords du gouffre (1986)
- Désert physique (1987)
- L'Iconoclaste (1989)
- Ivre de livres (1989)
- La mémoire d'Erostrate (1992)
- Le Livre des malédictions (1995)
- Auguste fulminant (1997)
- Petit catalogue des nations barbares (1999)
- Une aventure sentimentale (1999)
- La fonte des glaces (2000)
- Les années mortes (2004)
- Aux portes des enfers, enquête géographique littéraire et historique (2004)
- Le Vacillement du monde (2006)
- Si Dieu existe (2007)
- Le passage du col (2009)
- La plage des demoiselles (2010)
- D’écrire j’arrête (2010)
- Journal du non-écrire (2014)
- Dieu est une fiction. Essai sur les origines littéraires de la croyance.(2014)

Alain Nadaud est un écrivain français né le 5 juillet 1948 à Paris et mort le 12 juin 2015 à Amorgós en Grèce.
La plupart des romans d'Alain Nadaud s'inscrivent dans un cadre historique (le plus souvent antique), mais ils y mettent en scène une intrigue aux enjeux philosophiques, voire métaphysiques, marqués. Son imaginaire s'apparente ainsi à celui de Jorge Luis Borges.

## Biographie
Alain Nadaud est né dans le 9e arrondissement de Paris en 1948. Il commence des études de lettres à Nanterre en 1967, qu’il poursuit jusqu’à l’obtention de la maîtrise. Après avoir exercé différents métiers, il part enseigner la littérature à l’étranger pour des séjours de deux ans (à Nouakchott en Mauritanie, puis à Bassora en Irak). Il passe ensuite son doctorat et, pour à nouveau deux ans, est nommé conseiller pédagogique pour l’enseignement du français au Kwara State (Nigéria). De retour à Paris, il enseigne la philosophie jusqu’en 1985.
Après la publication d’Archéologie du zéro, il entre comme conseiller littéraire aux éditions Denoël, où il est responsable du service des manuscrits. Après un passage chez Ramsay, il entre chez Balland, puis chez Belfond. Il collabore dans le même temps à de nombreuses revues, avant de fonder et de diriger “Quai Voltaire, revue littéraire”.
La crise et les regroupements qui surviennent dans l'édition à ce moment l'incitent à prendre du champ. Nommé directeur du Bureau du livre au Service Culturel de l'Ambassade de France en Tunisie en 1994, il part ensuite comme attaché culturel au Consulat général de France à Québec. En 2002, il retourne en Tunisie, où il partage son temps entre l'écriture et la communication d'un atelier de verre soufflé.
Apocryphe & posthume : Désillusionné par la littérature, Alain Nadaud se concentre à ses deux autres passions : la navigation et l'histoire. Il est mort le 12 juin 2015 sur son bateau au milieu des Cyclades, en Grèce. Ses derniers mots sont : « On continue ».

### Romans
- Archéologie du zéro, Denoël,1984 (repris en Folio, n°2085).
- L’Envers du temps, Denoël, 1985.
- Désert physique, Denoël, 1987.
- L’Iconoclaste, Quai Voltaire, 1989.
- La Mémoire d’Érostrate, Le Seuil, 1992.
- Le Livre des malédictions, Grasset, 1995.
- Auguste fulminant, Grasset, 1997 (repris en Livre de poche, n°14676).
- Une aventure sentimentale, Verticales, 1999.
- La Fonte des glaces, Grasset, 2000 (repris en Livre de poche, n°15294).
- Le Vacillement du monde, Actes Sud, 2006.
- Si Dieu existe, Albin Michel, 2007.
- Le Passage du col, Albin Michel, 2009.

### Romans autobiographiques
- Les Années mortes, Grasset, 2004.
- La Plage des demoiselles, Éditions Léo Scheer, 2010.

### Nouvelles et récits
- La Tache aveugle, Éditeurs français réunis,1980 (réédition Messidor 1990).
- Voyage au pays des bords du gouffre, Denoël, 1986.
- L'Iconolâtre, Tarabuste, 1995.
- Petit catalogue des nations barbares, L'Or du temps, Tunis, 1999.

### Essais
- Ivre de livres, Balland, 1989.
- Malaise dans la littérature, Champ Vallon, 1993.
- Aux portes des enfers, enquête géographique littéraire et historique, Actes Sud, 2004.
- Dieu est une fiction. Essai sur les origines littéraires de la croyance, Serge Safran Éditeur, 2014.

### Essais autobiographiques
- D’écrire j’arrête, Tarabuste Éditeur, 2010.
- Journal du non-écrire, Tarabuste Éditeur, 2014.

### Revue littéraire
- Quai Voltaire, Revue littéraire, 1991-1994.

### Théâtre
- La Représentation, Dumerchez, 1991.

### Traduction
- Vilas Sarang : Le Terroriste et autres récits, Denoël, 1988

### Oeuvres posthumes
- L'herbier des mythes, (Herbier littéraire), Tarabuste, 2017.
- Les-anges.net, Tarabuste, 2023.

## Récompenses et distinctions
- Prix Francophonie de l'Union des éditeurs de langue française 1989 pour L'Iconoclaste.
- Grand prix SGDL du roman 1995 pour Le Livre des malédictions.
- Prix Méditerranée 1998 pour Auguste fulminant.
- Prix Bourgogne de littérature 2006 pour Le Vacillement du monde.